# H. Dinesen
Hans Dinesen (født 20. oktober 1781 i Haderslev, død 7. oktober 1855 i Saltofte ved Assens) var en dansk skolelærer, gårdejer og politiker.
Dinesen som kom fra et fattigt hjem, fik en friplads på Brahetrolleborg Seminarium med hjælp fra amtmand Møsting i 1802. Han tog lærereksamen i 1805 og arbejdede som skolelærer frem til ca. 1820 hvor han købte en arvefæstegård i Hågerup (Brahetrolleborg Sogn). Han forpagtede Boltinggaard i Ringe Sogn og i 1824 Fjellebrogård i Herringe. Han købte Barløsegård i Barløse Sogn i 1830.
Dinesen boede på Fjellebrogård 1826-1829, derefter til 1832 på gården i Hågerup, og så på Barløsegård. Omkring 1842 købte han en lille gård i Saltofte (Kærum Sogn) ved Assens og flyttede dertil. Han var medlem af sogneforstanderskabet 1845-1851.
Han var medlem af Den Grundlovgivende Rigsforsamling valgt i Odense Amts 4. distrikt (Assens). Han stillede også op til flere folketingsvalg uden at blive valgt.